# 国際連合エチオピア・エリトリア派遣団
国際連合エチオピア・エリトリア派遣団（こくさいれんごうエチオピア・エリトリアはけんだん United Nations Mission in Ethiopia and Eritrea,UNMEE）は国際連合平和維持活動の一つ。エチオピア・エリトリア国境紛争の停戦合意を受けて、停戦監視などの実施を任務とする。

## 概要
1998年に勃発したエチオピア・エリトリア国境紛争は、国際的な調停努力の甲斐もあって、2000年5月に停戦合意された。これを受けて2000年7月31日に国際連合安全保障理事会決議1312号が出され、国際連合エチオピア・エリトリア派遣団(UNMEE)が設立された。UNMEEの任務は停戦および両軍の兵力引き離し状況の監視、暫定安全保障地帯(temporary security zone)における非武装化および地雷の除去、係争地帯における住民追放などにかかる人権状況の監視などである。
2000年12月には和平合意がなされ、幅25kmの暫定安全保障地帯の設定も行なわれ、2002年からは国境の確定案も国際委員会により提出された。しかし、両国はこの国境案に不満であり、UNMEEに非協力的になっていった。2005年にはエリトリアが国連機を領域内飛行禁止にするなどし、UNMEEの任務遂行に支障が生じるようになった。このため、2008年7月31日に活動が打ち切られた。最大時（2002年5月）の規模は4,154名（うち軍事要員3,940名）。